# Ментор (Міннесота)
Ментор (англ. Mentor) — місто (англ. city) в США, в окрузі Полк штату Міннесота. Населення — 104 особи (2020).

## Географія
Ментор розташований за координатами 47°41′48″ пн. ш. 96°8′39″ зх. д. / 47.69667° пн. ш. 96.14417° зх. д. (47.696561, -96.144143).  За даними Бюро перепису населення США в 2010 році місто мало площу 4,84 км², уся площа — суходіл.

## Демографія
Згідно з переписом 2010 року, у місті мешкали 153 особи в 79 домогосподарствах у складі 39 родин. Густота населення становила 32 особи/км².  Було 95 помешкань (20/км²).
Расовий склад населення:
| - 96,7 % — білих - 1,3 % — корінних американців |

До двох чи більше рас належало 2,0 %. Частка іспаномовних становила 2,0 % від усіх жителів.
За віковим діапазоном населення розподілялося таким чином: 15,0 % — особи молодші 18 років, 62,1 % — особи у віці 18—64 років, 22,9 % — особи у віці 65 років та старші. Медіана віку мешканця становила 50,8 року. На 100 осіб жіночої статі у місті припадало 109,6 чоловіків;  на 100 жінок у віці від 18 років та старших — 106,3 чоловіків також старших 18 років.
Середній дохід на одне домашнє господарство  становив 40 272 долари США (медіана — 31 161), а середній дохід на одну сім'ю — 54 727 доларів (медіана — 37 500). За межею бідності перебувало 20,4 % осіб, у тому числі 23,5 % дітей у віці до 18 років та 5,6 % осіб у віці 65 років та старших.
Цивільне працевлаштоване населення становило 81 осіб. Основні галузі зайнятості: освіта, охорона здоров'я та соціальна допомога — 29,6 %, сільське господарство, лісництво, риболовля — 19,8 %, транспорт — 13,6 %, роздрібна торгівля — 12,3 %.